# Brdice pri Neblem
Brdice pri Neblem este o localitate din comuna Brda, Slovenia, cu o populație de 51 de locuitori.